# あなたのすべて (桜田淳子の曲)
「あなたのすべて」は、1977年2月25日にリリースされた桜田淳子の18枚目のシングルである。

## 解説
- 桜田のシングルでは、和泉常寛作曲による最初の作品である。

## 収録曲
- 全曲作詞：阿久悠／作曲：和泉常寛／編曲：船山基紀

1. あなたのすべて (3分18秒)
2. 女らしく (3分26秒)